# Cantonul Langogne
Cantonul Langogne este un canton din arondismentul Mende, departamentul Lozère, regiunea Languedoc-Roussillon, Franța.

## Comune
- Auroux
- Chastanier
- Cheylard-l'Évêque
- Fontanes
- Langogne (reședință)
- Luc
- Naussac
- Rocles
- Saint-Flour-de-Mercoire